# Reformierte Kirche (Leipzig)

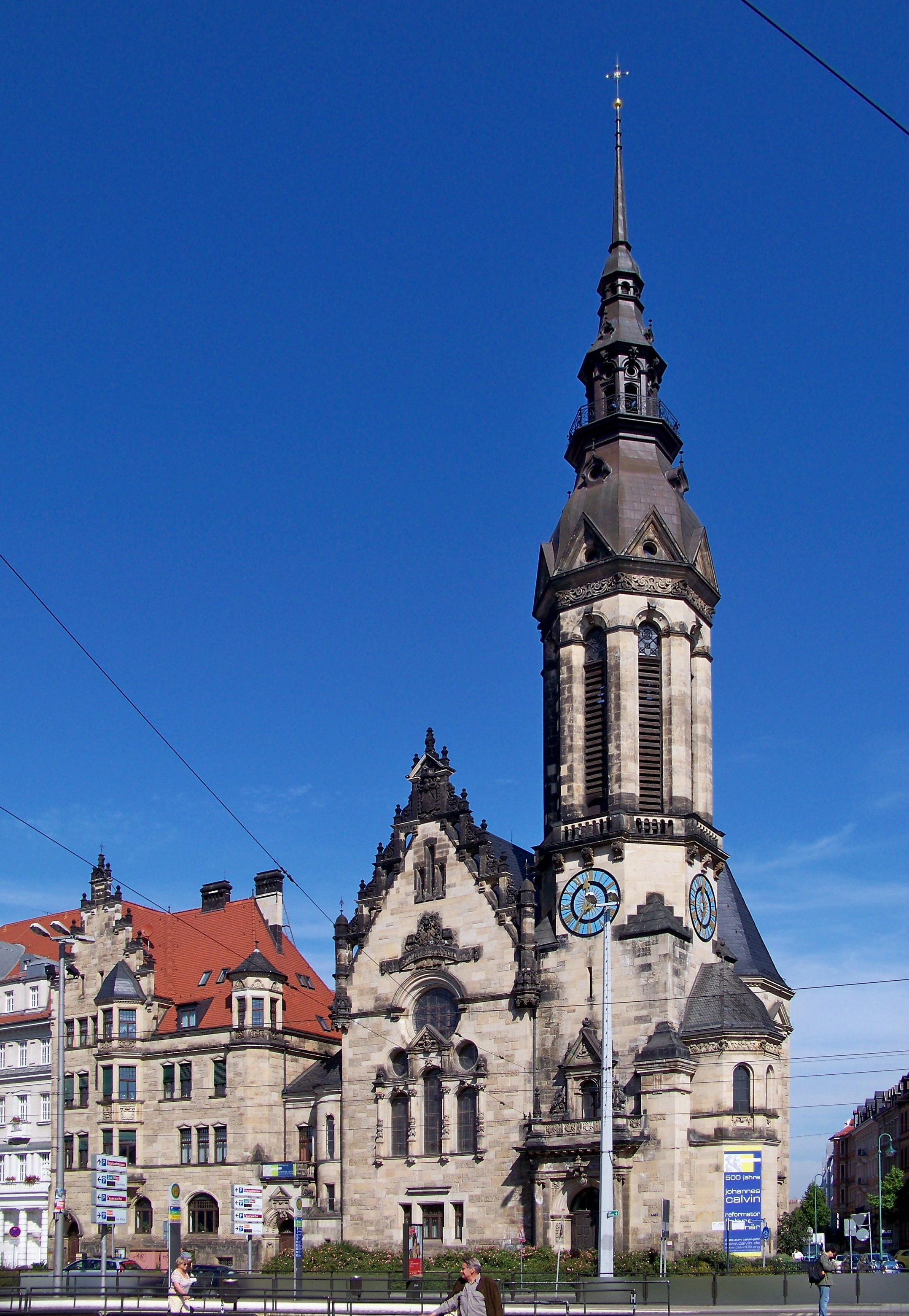
Evangelisch-reformierte Kirche von Süden, links daneben das Pfarrhaus

Die Reformierte Kirche am Tröndlinring 7 in Leipzig ist das Gotteshaus der Reformierten Gemeinde.

## Geschichte
Seit dem Jahr 1700 bildeten Glaubensflüchtlinge aus Frankreich, die Hugenotten, eine eigene Kirchengemeinde. Als ihre erste Kirche baute sie 1766 einen Betsaal in das Amtshaus ein, der 1841 umgestaltet wurde.
Die Gemeinde wuchs im Laufe der Zeit durch Zuzüge aus anderen Gebieten. In den Jahren 1896–1899 wurde eine neue Kirche samt angeschlossenem Predigerhaus nach einem Entwurf der Leipziger Architekten Georg Weidenbach und Richard Tschammer erbaut. Der Gesamtkomplex gilt als erstes Beispiel für einen einheitlichen Gemeindebau. Er wurde auf der Pariser Weltausstellung 1900 mit einem 1. Preis ausgezeichnet.
Der im Stil der Neorenaissance gehaltene Kirchenbau mit dem markanten 73 Meter hohen Turm befindet sich nördlich der historischen Innenstadt. Die Weihe der Kirche erfolgte am 12. März 1899. Während der schweren Luftangriffe auf Leipzig am 4. Dezember 1943 wurde sie beschädigt, der Wiederaufbau zog sich bis 1969 hin.
Ab dem 2. Oktober 1989 fanden in der Reformierten Kirche Friedensgebete statt. Die Bürgerrechtler Aram Radomski und Siegbert Schefke filmten die Montagsdemonstration am 9. Oktober 1989 aus einem Versteck in der Turmspitze. Sie übergaben die Filmkassette einem illegal in Leipzig aufhältigem (westlichen Journalisten wurden im Herbst 1989 keine Reisen dorthin mehr genehmigt) „Spiegel“-Korrespondenten. Die Aufnahmen liefen am nächsten Tag zuerst in Ausschnitten in der Sendung „Report“ sowie anschließend ausgiebig in den „Tagesthemen“ über die Sender und machten die Kirche weithin bekannt.
1992–1996 wurde die Kirche umfassend renoviert.

## Orgel

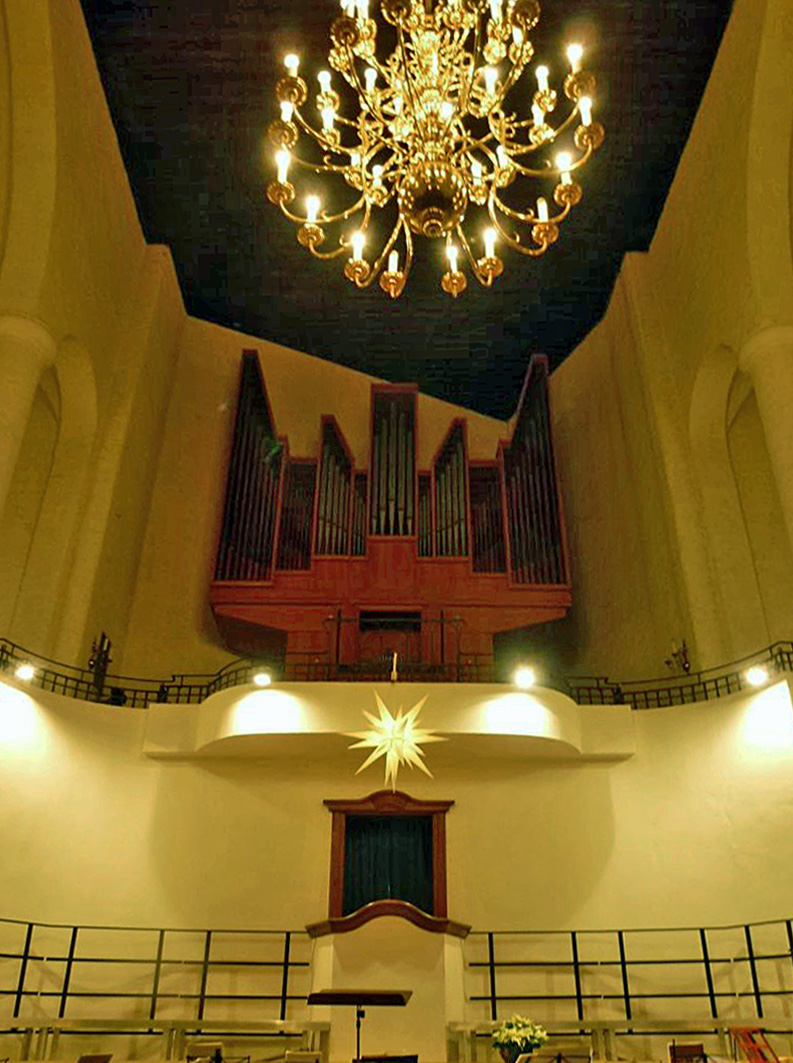
Kircheninneres mit Orgel in der Adventszeit

Die Orgel wurde 1969 von der Dresdner Orgelbauwerkstatt Jehmlich erbaut. Das Schleifladen-Instrument hat 24 klingende Register (1.810 Pfeifen) auf zwei Manualen und Pedal. Die Spiel- und Registertrakturen sind mechanisch.
| I Hauptwerk C–g3 |              |       |
| 1.               | Prinzipal    | 8′    |
| 2.               | Rohrflöte    | 8′    |
| 3.               | Oktave       | 4′    |
| 4.               | Flöte        | 4′    |
| 5.               | Nasat        | 2 ⁄3′ |
| 6.               | Quinte       | 2 ⁄3′ |
| 7.               | Oktave       | 2′    |
| 8.               | Mixtur III-V |       |
| 9.               | Trompete     | 8′    |
|                  | Tremulant    |       |

| II Brustwerk C–g3 |                |    |
| 10.               | Zinngedackt    | 8′ |
| 11.               | Prinzipal      | 4′ |
| 12.               | Rohrflöte      | 4′ |
| 13.               | Sesquialter II |    |
| 14.               | Oktave         | 2′ |
| 15.               | Glöcklein      | 1′ |
| 16.               | Zimbel IV      |    |
| 17.               | Kopfregal      | 8′ |
|                   | Tremulant      |    |

| Pedal C–f1 |              |     |
| 18.        | Subbass      | 16′ |
| 19.        | Oktavbass    | 8′  |
| 20.        | Gedackt      | 8′  |
| 21.        | Choralbass   | 4′  |
| 22.        | Nachthorn    | 2′  |
| 23.        | Baßmixtur IV |     |
| 24.        | Posaune      | 16′ |

- Koppeln: II/I, I/P, II/P

Organistin und Kantorin war 1999 bis 2020 die Kirchenmusikerin Christiane Bräutigam. Seit August 2021 ist Tobias Orzeszko Kirchenmusiker der Evangelisch-Reformierten Kirche Leipzig.